# Блаца (вилает Лозенград)
Вижте пояснителната страница за други значения на Блаца.
Блаца (на турски: Sislioba) е село в околия Малък Самоков, вилает Лозенград (Къркларели), Турция. Според оценки на Статистическия институт на Турция през 2018 г. населението на селото е 93 души.

## География
Селото се намира в историко–географската област Източна Тракия, в планината Странджа, на 32 километра североизточно от Малък Самоков (Демиркьой).

## История
В 19 век Блаца е българско село във Василиковска каза на Османската империя. Намира се на десния бряг на Резовска река. Според статистиката на професор Любомир Милетич в 1912 година в селото живеят 105 български семейства или 396 души.
Българското население на Блаца се изселва след Междусъюзническата война в 1913 година.

## Личности
Родени в Блаца
- Киряк Кушуллефтеров (Лефтеров), деец на ВМОРО, през 1903 година е избран за войвода на смъртната дружина на Блаца, участва в убийството на разбойниците Петър Странджата и Градю Лефтеров, участва в Илинденско-Преображенското въстание с отряда на Цено Куртев[3]
- Стамат Райков Стаматов (1868 – 1940), български духовник и революционер, баща на историка Георги Попстаматов